# Elie de Carvalho
 Elie de Carvalho, né le 5 décembre 1994 à Millau, est un coureur cycliste handisport français, en catégorie B2 (Déficient visuel).

## Biographie
Coureur amateur individuel en DN1, Elie de Carvalho participe à plusieurs classiques ; il chute lourdement lors du Tour du Beaujolais et souffre d'un traumatisme crânien. Il apprend en 2018 qu’il est atteint d'une neuropathie optique de Leber, une maladie génétique rare qui se manifeste par une baisse brutale de la vision.
Étudiant à Limoges en école de kiné, il reprend la compétition en cyclisme sur route en tandem au club de Colomiers avec Thomas Arvis comme pilote. En 2021, il décroche le titre de champion de France handisport devant Alexandre Lloveras, médaille d’or au contre-la-montre des Jeux.
Aux championnats du monde de 2023 à Glasgow, il remporte deux médailles de bronze avec le Corrézien Mickaël Guichard en contre-la-montre et en course en ligne.
Aux Jeux paralympiques de Paris 2024, le duo remporte la médaille d'argent du contre-la-montre, battu de deux secondes par les Néerlandais Tristan Bangma et son pilote Patrick Bos.

## Palmarès handisport

### Cyclisme

#### Jeux paralympiques
- Jeux paralympiques d'été de 2024 à Paris,  France
  -  Médaille d'argent en contre-la-montre B avec Mickaël Guichard

#### Championnats du monde
- Championnats du monde de paracyclisme sur route 2023 à Glasgow,  Écosse
  -  Médaille de bronze en course sur route B avec Mickaël Guichard
  -  Médaille de bronze en contre-la-montre B avec Mickaël Guichard

## Décorations
- Chevalier de l'ordre national du Mérite (2024)[7]